# Василій Амасійський
Василій Амасійський (4 століття) — єпископ м. Амасья, ранньо-християнський святий, мученик, якому відрубали голову.
Святий Василій Амасійський був єпископом Амасьї, столиці Понту і брав участь в Анкирському Соборі 314 року та Новокесарійському Соборі 320 року. За наказом імператора Ліцинія вірного Божого слугу ув'язнили.
На домагання принести жертву поганським божкам Василій виголосив сильну промову на захист християнства. За наказом імператора йому відрубали голову, а потім разом з тілом кинули у море. Знайшли святі мощі, які мали приємний запах, поблизу Синопії. Бог чудесним способом знову злучив голову з тілом, тільки залишився на шиї слід від меча. Мощі св. Василія перевезли до Амасьї і поклали в збудованій ним церкві.
Пам'ять — 9 травня.